# Andrae Campbell
 (novembre 2020).
Si vous disposez d'ouvrages ou d'articles de référence ou si vous connaissez des sites web de qualité traitant du thème abordé ici, merci de compléter l'article en donnant les références utiles à sa vérifiabilité et en les liant à la section « Notes et références ».
Andrae Campbell est un footballeur international jamaïcain né le 14 mars 1986 à Portmore. Il évolue au poste de défenseur.

## Carrière
Campbell fait ses débuts dans le club de sa ville natale, à savoir le Portmore United. Il remporte avec Portmore un championnat ainsi qu'une coupe nationale. Andre est sélectionné pour la première fois en équipe nationale jamaïcaine en 2008.
En 2011, il signe avec le Waterhouse Football Club mais ne reste qu'une seule saison dans ce club. Il décide de partir pour la Norvège, intégrant l'effectif du Notodden FK, évoluant en seconde division. Néanmoins, lors de cette première saison, le club est relégué en troisième division après avoir fini avant-dernier du championnat 2012.

## Palmarès
- Champion de Jamaïque en 2008 avec le Portmore United
- Vainqueur de la Coupe de Jamaïque en 2007 avec le Portmore United